# Михаило Мерћеп
Михаило Мерћеп (Дубровник, 1864 — Београд, 24. децембар 1937) био је свестрани спортиста, светски путник и авантуриста. Један је од пионира авијације на подручју Балкана. Бавио се пилотирањем и конструисањем авиона.

## Кратка биографија
Михаило Мерћеп је изучио фотографски занат, првих година 20. века и отворио фотографску радњу у Загребу, где је живео до 1934, када се преселио у Београд.

### Спорт
Спортом се бавио од младих дана, возећи бицикл прво са великим предњим точком, а затим на оба једнака точка. На таквом бициклу предузимао је спортска путовања по Европи и учествовао на међународним бициклистичким тркама. За време Светске изложбе у Чикагу 1893, отпутовао у САД, возећи бицикл од Београда до Хамбурга и од Њујорка до Чикага. У САД боравећи углавном у Далас, учествовао је на бициклистичким тркама и пратио покушаје летења апаратом без мотора. Ту се одушевио тадашњом авијацијом и почео да се занима за ваздухопловство.
После четири године боравка у САД, вратио се у домовину 1897.
Са двојицом београдских спортиста Светоликом Савићем и Љубом Станојевићем, направио је 1898. бициклистичку туру од Београда (кроз Босну и Херцеговину, Црну Гору) до Дубровника.

### Ваздухопловство
У Загребу је имао први мотоцикл, а затим аутомобил, на којима је изводио спортске вожње. На једној бициклистичкој трци у Загребу 1908, сазнао је да се такмичар Едвард Русијан из Словеније, којег је познаво од раније бави и авијатичарским спортом.
Са њим је ступио у везу у лето 1910, када су њих двојица одлучила да заједно израде авион-моноплан типа „Мерћеп-Русијан“. Авионски мотор марке Гноме (фр. Gnome et Rhône) купљен је у Паризу. Израда и изградња хангара у Загребу, при којој је помагао Едвардов брат Јосип Русијан, завршена је почетком децембра 1910. Мерћеповим иницијативом је 29. новембра 1910. у Загребу основан Клуб авијатичара, чији су чланови били поред загребачких спортиста и браћа Едвард и Јосип Русијан.
Половином децембра Русијан је њиховим авионом извео прво јавно летење у Загребу, које је било и прво летење авионом са мотором на подручју Југославије. Друго јавно летење овим авионом извео је Русијан 9. јануара у Београду када је погинуо, јер се авион срушио у доњем граду на Калемегдану.
После погибије Русијана, Мерћеп је наставио рад на пољу авијације, па је из својих средстава конструисао још три авиона 1911, 1912. и 1914, при чему му је и даље помагао Јосип Русијан. На овим авионима обучио је неколико пилота. Приредио је јавна летења у Загребу, Осијеку, Будимпешти и Грацу, по којима је учествовао он сам или његови пилоти. На авијатичарским такмичењима одржаним у Будимпешти 20. и 21. августа 1912, на којима је учествовао 16. такмичара из Аустроугарске, а присуствовало 100.000 гледалаца, победио је и освојио награду један од његових пилота, Драгутин Новак возећи авион његове конструкције. Авион је био распона крила 10 метара и дужине 7,8 метара, а био је опремљен мотором Гном од 50 коњских снага и укупне тежине 300 килограма.

### Први светски рат
Као Србин из Херцеговине са радионицом за израду авиона у Загребу испоручио је по наруџбини маја 1912. српским патриотама из Београда авион „Мерћеп-Комитски“ за коришћење у борби за ослобођење јужних делова Србије.
Почетком Првог светског рата био је ухпшен од стране аустроугарских власти због свог ангажовања у соколским друштвима. Предат је војном суду и одлежао шест месеци у затвору где је са њим нељудски поступано само зато што је био Србин. За то време непознати починиоци разрушили су његов хангар и уништили авион који је конструисао пред почетак рата 1914.
Након завршетка рата био је један од иницијатора оснивања аеро-клуба. На оснивачкој скупштини у Загребу 30. јуна 1925. изабран је за члана управе. Од 1934. Михаило Мерћеп је живео у Београду где је и умро 1937.